# Le Photographe (film)
Pour les articles homonymes, voir Le Photographe.
Pour plus de détails, voir Fiche technique et Distribution.
Le Photographe est un drame romantique américano-germano-indien écrit et réalisé par Ritesh Batra, sorti en 2019.

## Synopsis
En Inde, à Mumbai, Rafi est photographe ambulant pour les touristes. Il propose une photo à une jeune étudiante qui finit par accepter, mais alors qu'il est occupé à autre chose, elle s'éclipse avec le tirage sans payer. De retour dans son quartier où il est très connu et avec ses collègues photographes, il doit supporter comme d'habitude les nombreuses remarques sur le fait qu'à son âge, une trentaine d'années, il ne soit toujours pas marié, choix qu'il voudrait assumer malgré la pression sociale. Dadi, sa grand-mère au fort caractère, se lamente aussi au village sur ce sujet et refuse maintenant de se soigner pour lui faire du chantage. Accusé par égoïsme de causer la mort de sa grand mère, il finit par céder et s'invente un flirt avec l'inconnue de la photo qui continue de le hanter. Il envoie la photo dans une lettre à sa grand mère et lui annonce la nouvelle : il a trouvé une promise.
Dadi, qui va d'un coup beaucoup mieux, vient subitement à Mumbai pour rencontrer la jeune fille que Rafi a baptisée Nouri alors qu'elle se prénomme Miloni. Rafi est pris au piège, et honteux, il ne peut avouer son mensonge à Dadi. Miraculeusement, il remarque une affiche pour une école de commerce où une image de Miloni figure comme meilleure élève. Il la contacte et elle accepte gentiment de jouer le jeu avec lui en se faisant passer pour orpheline car de son côté, ses parents, d'un niveau social plus élevé, sont à la recherche d'un parti pour elle et veulent l'inciter à s'intéresser à un entrepreneur occidentalisé alors qu'elle recherche plutôt une vie paisible traditionnelle indienne qu'elle retrouve auprès de Dadi et Rafi. Peu à peu, les deux faux amoureux vont finir par s'apprécier.

## Fiche technique
- Titre original : Photograph
- Réalisation et scénario : Ritesh Batra
- Décors : Adam Inglis, Arundhati Barkataky et Diya Mukerjea
- Costumes : Niharikha Bhasin Khan
- Photographie : Tim Gillis et Ben Kutchins
- Montage : John  F. Lyons
- Musique : Peter Raeburn
- Producteur : Ritesh Batra, Viola Fügen, Neil Kopp, Michel Merkt, Vincent Savino, Anish Savjani et Michael Weber
  - Assistant producteur : Martina Valentina Baumgartner
  - Producteur délégué : Smriti Jain, Gaurav Mishra, Arun Rangachari et Vivek Rangachari
  - Producteur exécutif : Sanjeev Mishra
  - Coproducteur : Jeff Rowles
- Société de production : Film Science et KNM Homer Entertainment
- Sociétés de distribution : Amazon Studios et Le Pacte
- Pays d'origine :  Allemagne,  Inde et  États-Unis
- Langue originale : hindi, gujarati, anglais
- Format : couleur
- Genre : drame romantique
- Durée : 109 minutes
- Dates de sortie :
  - États-Unis : 
    - 27 janvier 2019 (Sundance)
    - 17 mai 2019 (en salles)

  - Allemagne :
    - 13 février 2019 (Berlin)
    - 8 août 2019 (en salles)

  - Inde : 15 mars 2019
  - Canada : 31 mai 2019
  - Belgique : 7 septembre 2019
  - France : 22 janvier 2020

## Distribution
- Nawazuddin Siddiqui : Rafi, le photographe de rue
- Sanya Malhotra : Miloni, la jeune étudiante
- Farrukh Jaffar : Dadi, la grand-mère de Rafi
- Abdul Quadir Amin : Amjad
- Vijay Raaz : le fantôme de Tiwari
- Geetanjali Kulkarni : Rampyaari, l’employée de maison
- Jim Sarbh : Anmol Sir, le professeur d’économie
- Akash Sinha : Banke
- Ramesh Deo : le médecin
- Deepak Chauhan
- Sachin Khedekar
- Brinda Trivedi Nayak
- Denzil Smith : Hasmukhbhai
- Saharsh Kumar Shukla, un des colocataires de Rafi
- Shree Dhar Dubey
- Amarjeet Singh
- Lubna Salim